# James March

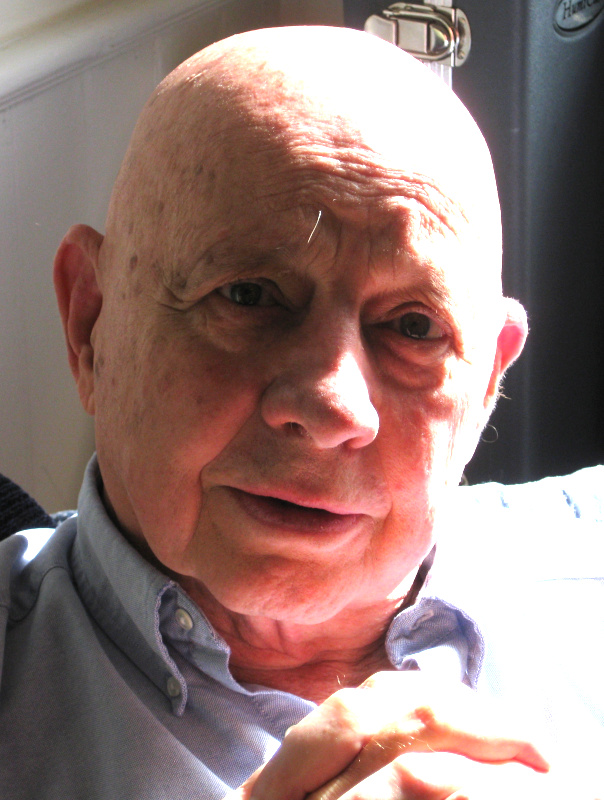
James March, 2009

James Gardner March (* 15. Januar 1928 in Cleveland; † 27. September 2018) war ein US-amerikanischer Organisationstheoretiker und zuletzt Professor Emeritus of Management, Higher Education, Political Science and Sociology der Stanford University in Kalifornien.

## Leben
Die High School beendete March 1945 in Madison, nachdem seine Familie 1937 dorthin umgezogen war. Mit einem Bachelor in Politikwissenschaften wechselte March für sein Doktorat an die Yale University. Die Arbeit mit Politologen wie Robert Dahl oder V. O. Key (1908–1963), Wirtschaftswissenschaftlern wie Charles Lindblom, Anthropologen wie George Peter Murdoch oder Soziologen wie Fred Strodtbeck (1919–2005) erweckten in March das Interesse an Sozialwissenschaften im Allgemeinen.
Versiert mit den Werkzeugen der Mathematik machte sich March an die Untersuchung, wie Menschen in Organisationen zu Entscheidungen gelangen. Gleichzeitig war Marchs multidisziplinärer Ansatz neu für seine Zeit und machte ihn zu einem interessanten Kandidaten zur Mitarbeit in Forschungsprojekten. Richard Cyert und Herbert A. Simon rekrutierten March, der daraufhin an das Carnegie Institute of Technology wechselte, der heutigen Carnegie Mellon University. Hier wurde March neben Cyert und Simon eine treibende Kraft in der Entwicklung der Verhaltensökonomik.
Marchs vorrangiger Forschungsgegenstand an der Carnegie waren Organisationen, der Organisational Behavior-Ansatz und das Konzept der Macht in Organisationen. Er lehrte als Professor für Industrielle Verwaltung und Psychologie an der Carnegie bis 1964 und wechselte dann an die University of California, Irvine, wo er als Professor für Soziologie und Psychologie lehrte und die Schule als Dekan leitete. In Irvine traf March auf Michael D. Cohen (1945–2013), mit dem er die Entscheidungsfindung untersuchte. Das Ergebnis dieser Zusammenarbeit war das Mülleimer-Modell, für das beide Autoren bis heute bekannt sind.
1970 wechselte March an die Stanford University Graduate School of Business. Hier lehrte March bis zu seiner Emeritierung im Jahr 1995.
March gilt als Klassiker der Organisationsforschung und einer der herausragenden Vertreter der verhaltenswissenschaftlichen Entscheidungstheorie (behavioral theory of the firm). In seinen Werken befasste er sich hauptsächlich mit der Entscheidungspraxis in Organisationen. Große Aufmerksamkeit erhielt er durch seine Kritik an vorherrschenden Denkprinzipien wie der Theorie der besten Wahl.

## Wichtigste Arbeiten

### Das Mülleimer-Modell
Er entwickelte das sogenannte Mülleimer-Modell der Organisation. Demnach hängen Entscheidungsprozesse von vier Faktoren ab:
1. Lösungen
2. Probleme
3. Entscheidungsgelegenheiten
4. Teilnehmer

## Ehrungen
1968 wurde er mit der Wilbur Cross Medal der Yale University geehrt. Im Jahr 1973 wurde March zum Mitglied der National Academy of Sciences gewählt. 1974 wurde er in die American Academy of Arts and Sciences aufgenommen. Er war Mitglied der American Philosophical Society und auswärtiges Mitglied der Norwegischen Akademie der Wissenschaften.

## Schriften
- mit Herbert A. Simon: Organizations. 1958; Blackwell, Malden (Mass.) 1993, ISBN 0-631-18631-X
  - Organisation und Individuum. Menschliches Verhalten in Organisationen. Betriebswirtschaftlicher Verlag Gabler, Wiesbaden 1976, ISBN 3-409-38211-9
- mit Richard M. Cyert: A Behavioral Theory of the Firm. 1963; Blackwell, Malden (Mass.) 1993, ISBN 0-631-17451-6
  - Eine verhaltenswissenschaftliche Theorie der Unternehmung. Schäffer-Poeschel, Stuttgart 1995, ISBN 3-7910-0686-X
- mit Johan P. Olsen: Ambiguity and choice in organizations. Univ.-Forlaget, Bergen 1987, ISBN 82-00-01960-8
- (Hrsg.): Decisions and organizations. Blackwell, Oxford 1988, ISBN 0-631-15812-X
  - Entscheidung und Organisation. Kritische und konstruktive Beiträge, Entwicklungen und Perspektiven. Gabler, Wiesbaden 1990, ISBN 3-409-13125-6
- mit Johan P. Olsen: Rediscovering Institutions. The organizational basis of politics. Free Press, New York 1989, ISBN 0-02-920115-2
- A primer on decision making. How decisions actually happen. Free Press, New York 1994, ISBN 0-02-920035-0
- mit Johan P. Olsen: Democratic governance. Free Press, New York 1995, ISBN 0-02-874054-8
- The Pursuit of Organizational Intelligence. Blackwell, Malden, Mass. 1999, ISBN 0-631-21101-2
- mit Martin Schulz & Xueguang Zhou: The Dynamics of Rules. Change in written organizatorial codes. SUP, Stanford, Calif. 2000, ISBN 0-8047-3996-X
- Zwei Seiten der Erfahrung. Wie Organisationen intelligenter werden. Carl-Auer, Heidelberg 2016, ISBN 978-3-8497-0119-2